# Gianfranco Contini
Gianfranco Contini (* 4. Januar 1912 in Domodossola, Piemont; † 1. Februar 1990 ebenda) war ein italienischer Romanist, Italianist und Literaturwissenschaftler, der in der Schweiz und in Italien lehrte.

## Leben und Werk
Contini studierte in Pavia, Turin und Paris (wo er Joseph Bédier zum Lehrer hatte). Von 1938 bis 1952  lehrte er (als Nachfolger von Bruno Migliorini) Romanistik an der Universität Freiburg (Schweiz), wo unter anderem Giorgio Orelli zu seinen Studenten gehörte, von 1952 bis 1968 an der Universität Florenz und anschließend an der Scuola Normale Superiore di Pisa. 1952 wurde er korrespondierendes Mitglied, 1956 Vollmitglied der Accademia della Crusca in Florenz. In die Accademia dei Lincei wurde er 1955 als korrespondierendes Mitglied aufgenommen, die Wahl zum socio nazionale erfolgte im Oktober 1962. 1979 wurde er zum korrespondierenden Mitglied der Göttinger Akademie der Wissenschaften, 1980 zum auswärtigen Mitglied der Académie des Inscriptions et Belles-Lettres und 1986 zum korrespondierenden Mitglied der British Academy gewählt.
1944 engagierte sich Contini als Kultusminister in den Reihen des Partito d’Azione in der Partisanenrepublik Ossola und vertrat die Partisanenrepublik beim Comitato di Liberazione Nazionale (CLN).

## Schriften

### Autor
- Esercizî di lettura sopra autori contemporanei. Con un'appendice su testi non contemporanei. Parenti, Florenz 1939, (Mehrere Auflagen).
- Un poemetto provenzale di argomento geomantico (= Collectanea Friburgensia. NS 27 = 36, ZDB-ID 419380-5). Librairie de l'Université, Freiburg (Schweiz) 1940.
- Un anno di letteratura. Le Monnier, Florenz 1942, (Mehrere Auflagen).
- Saggio d'un commento alle correzioni del Petrarca volgare (= Biblioteca del Leonardo. 28, ZDB-ID 412387-6). Sansoni, Florenz 1943.
- Les dialectes de l'ancien français. Cours professé à l'Université de Fribourg pendant le semestre d'hiver 1944–45. Notes réunies par M. Dante Isella et revues par le professeur. Campo Universitario Italiano, Freiburg (Schweiz) 1945, (Vervielfältigte Handreichungen).
- L' influenza culturale di Benedetto Croce. Ricciardi, Mailand u. a. 1967, (Mehrere Auflagen; auch als: La parte di Benedetto Croce nella cultura italiana (= Saggi brevi. 6, ZDB-ID 2384682-3). Einaudi, Turin 1989).
- Letteratura dell'Italia unita 1861–1968. Sansoni, Florenz 1968.
- Letteratura italiana delle origini. Sansoni, Florenz 1970, (Mehrere Auflagen).
- Varianti e altra linguistica. Una raccolta di saggi (1938–1968). Einaudi, Turin 1970, (Mehrere Auflagen).
- Altri esercizî. (1942–1971). Einaudi, Turin 1972.
- Letteratura italiana del Quattrocento. Sansoni, Florenz 1976.
- Una lunga fedeltà. Scritti su Eugenio Montale (= Piccola biblioteca Einaudi. 226, ZDB-ID 1102912-2). Einaudi, Turin 1974, (Mehrere Auflagen).
- Schedario di scrittori italiani moderni e contemporanei. Sansoni, Florenz 1978.
- Pagine ticinesi. Herausgegeben von Renata Broggini. Arti grafiche A. Salvioni, Bellinzona 1981.
- Breviario di ecdotica. Ricciardi, Mailand u. a. 1986.
- Letteratura italiana del Risorgimento. 1789–1861. Band 1. Sansoni, Florenz 1986.
- Un' idea di Dante. Saggi danteschi (= Piccola biblioteca Einaudi. 275). Einaudi, Turin 1986.
- Ultimi esercizi ed elzeviri. (1968–1987). Einaudi, Turin 1988, ISBN 88-06-59911-9.
- Quarant'anni d'amicizia. Scritti su Carlo Emilio Gadda. (1934–1988) (= Piccola biblioteca Einaudi. 505). Einaudi, Turin 1989, ISBN 88-06-11481-6.
- Domodossola entra nella storia. E altre pagine ossolane e novaresi. Herausgegeben von Romano Broggini. Grossii, Domodossola 1995, ISBN 88-85407-42-0.
- Postremi esercizî ed elzeviri. Nachwort von Cesare Segre. Einaudi, Turin 1998, ISBN 88-06-14207-0.
- Frammenti di filologia romanza. Scritti di ecdotica e linguistica (1932–1989) (= Archivio romanzo. 11). Herausgegeben von Giancarlo Breschi. 2 Bände. Edizioni del Galluzzo per la Fondazione Ezio Franceschini, Florenz 2007, ISBN 978-88-8450-218-6.
- Poesie. Herausgegeben von Pietro Montorfani. Aragno, Savigliano 2010, ISBN 978-88-8419-457-2.
- Dove va la cultura europea? Relazione sulle cose di Ginevra (= Quodlibet. 59). Herausgegeben von Luca Baranelli. Quodlibet, Macerata 2012, ISBN 978-88-7462-417-1.

### Herausgebertätigkeit
- Cinque volgari di Bonvesin da la Riva (= Istituto di filologia romanza della R. Università di Roma. Testi e manuali. 2). Società tipografica modenese, Modena 1937.
- Sept poésies lyriques du troubadour Bertand Carbonel de Marseille. s. n., Toulouse 1938.
- Dante Alighieri: Rime (= Nuova raccolta di classici italiani annotati. 1, ZDB-ID 404956-1). Einaudi, Turin 1939, (Mehrere Auflagen).
- als Übersetzer: Alcune poesie di Hoelderlin (= Letteratura. 40). Parenti, Florenz 1941, (Mehrere Auflagen).
- Le opere volgari di Bonvesin da la Riva. Band 1: Testi. Presso la Societa, Rom 1941, (Mehrere Auflagen).
- Petrarca: Rerum vulgarium fragmenta. Tallone, Paris 1949.
- Francesco De Sanctis: Scelta di scritti critici (= Classici italiani. 95, ZDB-ID 2238258-6). Unione Tipografico-Editrice Torinese, Turin 1949, (Mehrere Auflagen).
- Teatro religioso del Medioevo fuori d'Italia. Raccolta di testi dal secolo 7 al secolo 15. Bompiani, Mailand u. a. 1949.
- Racconti della scapigliatura piemontese (= Il Centonovelle. Novelliere antico e moderno. 29, ZDB-ID 1410563-9). Bompiani, Mailand u. a. 1953.
- Poeti del Duecento (= Letteratura italiana. Storia e testi. 2, ZDB-ID 1291732-1). 2 Bände. Ricciardi, Mailand u. a. 1960.
- Poeti del Dolce Stil Novo. Ricciardi, Mailand u. a. 1961, (Mehrere Auflagen).
- Petrarca: Canzoniere (= Nuova Universale Einaudi. 41, ZDB-ID 416612-7). Annotazioni di Daniele Ponchiroli. Einaudi, Turin 1964.
- Otto-Novecento (= La letteratura italiana. 4 = Le letterature del mondo. 2, 2). Sansoni, Florenz 1974.
- Poeti del duecento. Poesia cortese toscana e settentrionale (= Classici Ricciardi. 4, ZDB-ID 1291734-5). 2 Bände. Einaudi, Turin 1976.
- mit Rosanna Bettarini: Eugenio Montale: L'opera in versi. Edizione critica. Einaudi, Turin 1980, ISBN 88-06-05090-7.
- mit Domenico De Robertis: Dante Alighieri: Opere minori. Band 1, 1: (= La letteratura italiana. 5). Ricciardi, Mailand u. a. 1984.
- Dante Alighieri: Il fiore e Il detto d'amore. Attribuibili a Dante Alighieri (= Dante Alighieri: Le opere. Edizione nazionale. Bd. 8). Mondadori, Mailand 1984.
- Giacomo Leopardi: Antologia leopardiana. Sansoni, Florenz 1988, ISBN 88-383-0066-6.
- Italia magica. Racconti surreali novecenteschi. Einaudi, Turin 1988, ISBN 88-06-11450-6.
- Antologia manzoniana. Sansoni, Florenz 1989, ISBN 88-383-0948-5.